# 哥倫布 (明尼蘇達州)
哥倫布（英語：Columbus）是一個位於美國明尼蘇達州安諾卡縣的城市。

## 人口
根據2020年美國人口普查的數據，哥倫布的面積為123.51平方千米，當中陸地面積為116.16平方千米，而水域面積為7.35平方千米。當地共有人口4159人，而人口密度為每平方千米34人。